# Jenrry Mejía
Jenrry Manuel Mejía (Tábara Arriba, 11 ottobre 1989) è un giocatore di baseball dominicano, lanciatore per gli Algodoneros de Unión Laguna della Liga Mexicana de Béisbol.

## Minor League
Mejía firmò come free agent non selezionato nel 2007 coi New York Mets. Nello stesso anno incominciò con i DSL Mets rookie, chiudendo con 2 vittorie e 3 sconfitte, 2,47 di media PGL (ERA), una salvezza su una opportunità e .160 alla battuta contro di lui in 14 partite di cui 7 da partente (43.2 inning). Nel 2008 giocò con due squadre finendo con 5 vittorie e 2 sconfitte, 2.89 di ERA e .199 alla battuta contro di lui in 14 partite tutte da partente con un incontro giocato interamente senza subire punti (71.2 inning).
Nel 2009 giocò con due squadre finendo con 4 vittorie e 6 sconfitte, 3.14 di ERA e .239 alla battuta contro di lui in 19 partite tutte da partente (94.2 inning). Nel 2010 giocò con quattro squadre finendo con 2 vittorie e nessuna sconfitta, 1.28 di ERA e .200 alla battuta contro di lui in 9 partite tutte da partente con un incontro giocato interamente senza subire punti (42.1 inning).
Nel 2011 con i Buffalo Bisons AAA finì con una vittoria e 2 sconfitte, 2.86 di ERA e .168 alla battuta contro di lui in 5 partite tutte da partente (28.1 inning). Nel 2012 giocò con tre squadre finendo con 4 vittorie e altrettante sconfitte, 3.59 di ERA, nessuna salvezza su una opportunità e .262 alla battuta contro di lui in 30 partite di cui 14 da partente (92.2 inning).
Nel 2013 giocò con tre squadre finendo con 2 vittorie e nessuna sconfitta, 2.55 di ERA e .255 alla battuta contro di lui in 6 partite tutte da partente (24.2 inning).

## Major League

### New York Mets
Debuttò nella MLB il 7 aprile 2010 , al Citi Field di New York City contro i Florida Marlins. Chiuse la sua prima stagione con nessuna vittoria e 4 sconfitte, 4.62 di ERA, nessuna salvezza su una opportunità e .289 alla battuta contro di lui in 33 partite di cui 3 da partente (39.0 inning).
Il 24 settembre 2012 ottenne la sua prima vittoria in carriera contro i Pittsburgh Pirates, giocando 5.0 inning con 4.91 di ERA, 4 strikeout, 2 basi concesse e 4 valide subite. Finì la stagione con una vittoria e 2 sconfitte, 5.63 di ERA e .313 alla battuta in 5 partite di cui 3 da partente (16.0 inning)

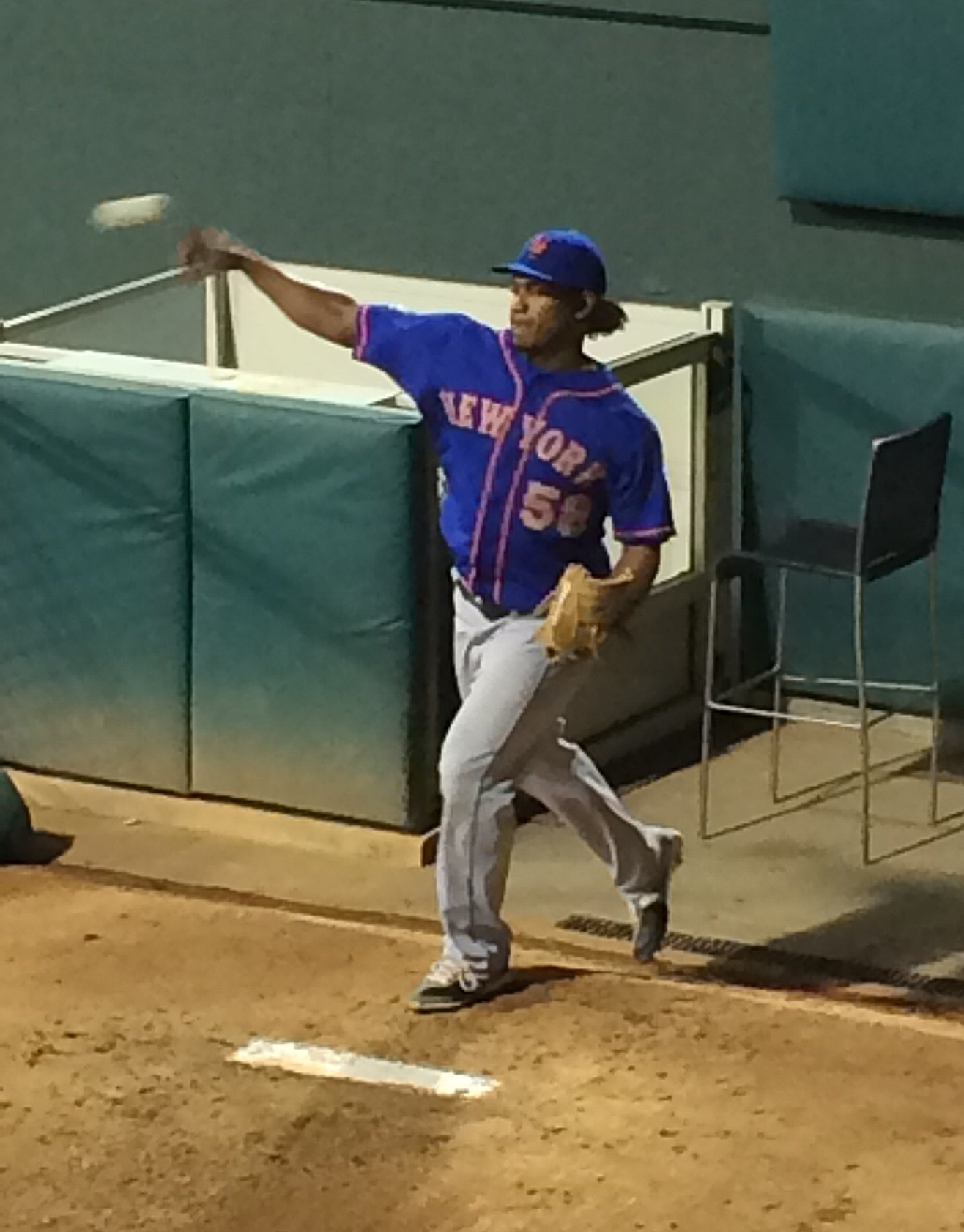
Jenrry Mejia

Nel febbraio 2013 venne fermato dal consolato americano nella Repubblica Dominicana per accertamenti sul suo passaporto. Dopo svariati giorni, il 20 febbraio ottenne il consenso per rientrare negli Stati Uniti, ritornando in tempo per iniziare lo Spring Training con i Mets. Il 6 marzo 2013 dopo un controllo medico gli venne riscontrato un accentuato ipertiroidismo. Il 22 marzo a causa di una tendinite nel gomito destro venne inserito sulla lista infortunati dei (15 giorni). L'11 maggio venne assegnato nella lega inferiore con i St. Lucie Mets per la riabilitazione, due giorni dopo venne spostato nella lista infortunati dei (60 giorni) liberando un posto in prima squadra. Il 29 giugno venne assegnato ai GCL Mets. Il 13 venne spostato nei Binghamton Mets. Il 26 ritornò in prima squadra giocando un'ottima partita, ottenne la sua prima vittoria stagionale, con 7 strikeout e 7 valide concesse in 7.0 inning. Il 17 agosto all'inizio del 4° inning della partita contro i San Diego Padres fu costretto ad uscire in anticipo  per infortunio, il giorno seguente venne inserito nella lista infortunati dei (15 giorni) per un osteofita nel gomito destro. Il 7 settembre venne spostato nella lista dei (60 giorni) dopo esser stato operato al gomito. Chiuse con una vittoria e 2 sconfitte, 2.30 di ERA e .269 alla battuta contro di lui in 5 partite tutte da partente (27.1 inning).
Il 4 aprile 2014 contro i Cincinnati Reds ottenne la sua prima vittoria stagionale, giocando 6.0 inning con 8 strikeout, 1.50 di ERA, un punto concesso, 5 basi concesse e 4 valide subite. Il 15 contro gli Arizona Diamondbacks ottenne la seconda vittoria, giocando 5.0 inning con 2 strikeout, 2.81 di ERA, 2 basi concesse e 2 valide subite, prima di uscire in anticipo per una vescica sul dito medio della mano destra. Il 21 contro i St. Louis Cardinals ottenne la terza vittoria, giocando 6.2 inning con 7 strikeout, 1.99 di ERA, 3 basi concesse e 4 valide subite.

### Boston Red Sox
Il 30 gennaio 2019, Mejía firmò un contratto di minor league con i Boston Red Sox, giocando soprattutto nella Tripla-A. A fine stagione divenne free agent, senza aver disputato alcuna partita nella MLB.

### Liga Mexicana
Il 7 febbraio 2020, Mejía firmò con gli Algodoneros de Unión Laguna della Liga Mexicana de Béisbol.

## Stili di lancio
Mejía attualmente effettua 5 tipi di lanci:
- Prevalentemente una Cutter (92 miglia orarie di media) e una Slider (84 mph di media)
- Qualchevolta una Change (86 mph di media) e una Sinker (89 mph di media)
- Raramente una Curve (79 mph di media).

## Premi
- Futures Game Selection (11/07/2009)
- Mid-Season All-Star della Florida State League (20/06/2009).

## Numeri di maglia indossati
- n° 32 con i New York Mets (2010-2013)
- n° 58 con i New York Mets (2014-).